# Elimia modesta
Elimia modesta е вид коремоного от семейство Pleuroceridae.

## Разпространение
Видът е разпространен в САЩ (Алабама, Джорджия и Тенеси).